# 3月11日
3月11日是公历一年中的第70天（闰年第71天），离全年的结束还有295天。								

## 大事记

### 19世紀以前
- 222年：在皇太后尤利亚·索艾米亚斯默许下，罗马禁卫军军官杀害皇帝埃拉伽巴路斯。
- 1161年：南宋首次发行纸币會子。
- 1649年：投石党运动：法国政府与叛乱者签署《吕埃耶和约》。
- 1669年：義大利西西里島東海岸的埃特納火山開始大規模噴發，摧毀卡塔尼亞附近城鎮。

### 19世紀
- 1851年：意大利作曲家朱塞佩·威尔第创作的《弄臣》在威尼斯凤凰剧院首次演出。
- 1861年：清朝設立總理各國事務衙門。
- 1867年：由威尔第作曲，改编自席勒同名戏剧的歌剧《唐·卡洛斯》在法国巴黎歌劇院首演。
- 1879年：日本宣布廢除由琉球國君主尚泰王統治的琉球藩，並將該地區正式編入鹿兒島縣。

### 20世紀
- 1912年：由中华民国参议院通过的具有宪法性质的《中华民国临时约法》正式公布实施。
- 1914年：英国和噶廈划定麦克马洪线，但未获得中华民国北洋政府认可。
- 1925年：孙中山签署總理遺囑。
- 1935年：戈林正式开始创建德国空军。
- 1938年：納粹德國吞併奧地利。
- 1941年：美国总统富兰克林·D·罗斯福签署《租借法案》，授权美国向同盟国国家交付战争物资。
- 1951年：中华全国世界语协会成立。
- 1952年：中国人民志愿军政治部追记罗盛教特等功，授予“一级爱民模范”称号。
- 1966年：印度尼西亚总统苏卡诺迫于大屠杀过后的压力，签署命令书将权力移交给苏哈托。
- 1977年：中国科学院紫金山天文台与北京天文台联合观测发现天王星环带。
- 1977年：巴西宣佈廢止实行25年之《美巴共同防御协定》。[1]
- 1978年：中华人民共和国国务院决定投巨资兴建宝山钢铁公司。
- 1978年：法塔赫在以色列劫持（英语：Coastal_Road_massacre）一輛，造成上百人伤亡，以色列遂入侵黎巴嫩南部以示报复。
- 1979年：滯留「天運號」貨輪一個月的越南船民集體跳海游往南丫島海灘。
- 1979年：《四川日报》刊发报道说四川一位12岁的少年唐雨有“耳朵认字”的功能，轰动了全国。随后，一股波及社会各个阶层的“特异功能热”席卷中国。
- 1984年：联合国在日内瓦紧急召开会议，商谈对非洲20个国家进行粮食援助
- 1985年：在康斯坦丁·契尔年科逝世后，米哈伊尔·戈巴契夫当选成为苏联共产党中央委员会总书记。
- 1988年：美國總統罗纳德·里根宣佈對巴拿马發動经济制裁。
- 1989年：彭家聲及白所成等人率將士發動兵變，並宣佈脫離緬共。後彭家聲自任緬甸撣邦第一特區主席與果敢同盟軍總司令，至此宣告撣邦第一特區與果敢民族民主同盟軍正式成立。
- 1990年：經由民主選舉成立的最後一屆立陶宛最高蘇維埃通過《立陶宛復國法案》，正式宣布立陶宛自蘇聯獨立。[2]
- 1992年：中华人民共和国加入《不扩散核武器条约》。
- 1993年：美國參議院一致證實珍妮特·雷諾為美國首位女性司法部長。
- 1995年：陈露在世界花样滑冰锦标赛中成为中国第一位花样滑冰世界冠军。
- 1995年：華娛電視家庭台正式開播。
- 1996年：韩国审判前总统全斗焕和卢泰愚。
- 1996年：澳大利亚自由党领导人约翰·霍华德正式就任澳大利亚第25任总理。
- 2000年：中國江西萍乡发生烟花爆竹廠爆炸事故，造成33人死亡。[3]

### 21世紀
- 2001年：中国浙江杭州雷峰塔地宮被開啟。
- 2003年：国际刑事法院在荷兰海牙举行了开幕会议。
- 2004年：恐怖组织基地组织在西班牙首都马德里近郊铁路发动连环爆炸袭击，造成191人死亡。
- 2009年：德國巴登-符騰堡州溫嫩登的溫嫩登阿爾貝維爾實科中學（德语：Albertville-Realschule Winnenden）發生一起校園槍擊案，槍手在殺死至少15人之後被警察擊斃。
- 2009年：伊拉克前總理塔里克·阿齊茲和有「化學阿里」之稱的阿里·哈桑·馬吉德因反人道罪被判十五年徒刑。
- 2009年：美國阿拉巴馬州一名懷疑剛失業的青年，槍擊當地三個市鎮，共殺死11人，最後自轟身亡。
- 2011年：日本本州東北地方近海發生MW 9.0強烈地震，並導致福島第一核電廠發生核事故。
- 2018年：中华人民共和国第十三届全国人民代表大会第一次会议通过《中华人民共和国宪法修正案》，《修正案》取消了国家主席和副主席的任期限制，并于当日公布施行，这是八二宪法制定以来的第五次修正。
- 2020年：世衛組織宣布新冠疫情COVID-19構成全球大流行。

## 出生
- 1718年：清高宗繼皇后那拉氏，清朝女性皇族，乾隆帝第二任皇后（1766年逝世）
- 1811年：于尔班·勒威耶，法國數學家、天文學家（1877年逝世）
- 1822年：約瑟·伯特蘭，法國數學家、經濟學家、科學史學家（1900年逝世）
- 1832年：瑪麗·埃佛勒斯·布爾，英國數學家（1916年逝世）
- 1838年：大隈重信，日本政治人物，第8、17代內閣總理大臣（1922年逝世）
- 1854年：巨智部忠承，日本地質學家（1927年逝世）
- 1860年：木村匡，日本政治人物、教育家、實業家、銀行家（1940年逝世）
- 1890年：万尼瓦尔·布什，美國工程師、發明家（1974年逝世）
- 1899年：弗雷德里克九世，丹麥國王（1972年逝世）
- 1916年：哈羅德·威爾遜，英國政治人物，曾任英国首相（1995年逝世）
- 1920年：班傑明·B·費倫茨，美國律師（2023年逝世）
- 1921年：阿斯托爾·皮亞佐拉，阿根廷作曲家（1992年逝世）
- 1922年：敦阿都拉萨，馬來西亞政治人物，第2任馬來西亞首相（1976年逝世）
- 1926年：拉爾夫·阿伯內西，非裔美國人民權運動領袖（1990年逝世）
- 1928年：赵丽蓉，中国女演员（2000年逝世）
- 1931年：，英国企業家
- 1932年：尼格爾·勞森，英國政治人物、新聞工作者，曾任英國財政大臣（2023年逝世）
- 1935年：喜多道枝，日本女演員、聲優（2024年逝世）
- 1936年：哈拉爾德·楚爾·豪森，德國病毒學家，2008年諾貝爾生理學或醫學獎得主（2023年逝世）
- 1947年：羅傑·多克西，美國物理學家、天文學家（2009年逝世）
- 1952年：道格拉斯·亞當斯，英國廣播劇作家、音樂家（2001年逝世）
- 1957年：卡西姆·蘇萊曼尼，伊朗军事人物（2020年逝世）
- 1957年：吉姆·奧尼爾，英國經濟學家
- 1959年：板野一郎，日本動畫監督
- 1960年：佐藤順一，日本動畫監督
- 1961年：穆罕默德·本·扎耶德·阿勒納哈揚，阿拉伯聯合大公國皇室成員，現任阿拉伯聯合大公國總統
- 1962年：周顯宗，臺灣漫畫家，代表作《摺紙戰士》
- 1962年：穆罕默德·阿卜杜拉·穆罕默德，索馬利亞政治人物，第9任索馬利亞總統
- 1963年：涂謹申，香港立法會議員
- 1963年：希維婭·邦戈·翁丁巴，加蓬第一夫人
- 1966年：關秀媚，香港女演員
- 1967年：方季韋，台灣歌手
- 1971年：李錦綸，香港男配音員
- 1973年：阿杜，新加坡歌手
- 1975年：布瓦伊薩爾·賽季耶夫，俄羅斯男子角力運動員（2025年逝世）
- 1976年：朴俊勉，韓國女演員
- 1978年：迪迪埃·德羅巴，科特迪瓦足球運動員
- 1979年：穆熙妍，台灣藝人
- 1980年：阿沁，台灣詞曲創作人
- 1980年：馬克·羅伯，美國YouTuber、工程師、發明家
- 1980年：里奇·希爾，美國職業棒球運動員
- 1981年：馬提亞斯·史維克福，德國男演員、配音員、導演、製片人、歌手
- 1983年：張建聲，香港演員
- 1984年：土屋安娜，日本歌手、演員
- 1984年：賈斯廷·斯普林，美國男子體操運動員
- 1985年：白鵬翔，蒙古裔日本相撲力士，第69代橫綱
- 1986年：篠田麻里子，日本女藝人、AKB48傳奇成員
- 1987年：長月達平，日本輕小說作家
- 1988年：高以愛，台灣歌手
- 1988年：Piko，日本網络歌手
- 1988年：法比奧·干查奧，葡萄牙職業足球運動員
- 1989年：安東·葉爾欽，美國男演員（2016年逝世）
- 1990年：菊池涼介，日本職業棒球運動員
- 1991年：錢琳，日本歌手
- 1992年：東山奈央，日本女性聲優
- 1992年：奧斯汀·斯威夫特，美國演員、創作型歌手泰勒絲的弟弟
- 1993年：白娥娟，韓國女歌手
- 1993年：安東尼·戴維斯，美國職業籃球運動員
- 1994年：陳凱詠，香港女歌手
- 1994年：AUMAN，香港YouTuber
- 1994年：派翠莎·索爾佳，德國女子乒乓球運動員
- 1996年：陳立安，台灣男演員
- 1996年：姜梓新，中國女演員、歌手
- 1996年：秋山黃色，日本創作歌手
- 1998年：贊多，中國男子偶像團體INTO1成員
- 2002年：半井重幸，日本男子霹靂舞運動員
- 2009年：繆昀希，香港女藝人
- 2012年：諾羅敦·珍娜，柬埔寨王室成員
- 生年不詳：中井美琴，日本女性聲優

## 逝世
- 222年：尤利亞·索艾米亞斯，羅馬帝國皇太后（180年出生）
- 222年：埃拉伽巴路斯，羅馬皇帝（約203年出生）
- 1507年：切薩雷·波吉亞，瓦倫提諾公爵（1475年出生）
- 1646年：斯坦尼斯瓦夫·科涅茨波尔斯基，波兰立陶宛联邦贵族、政治家、军事家（1590年/1594年出生）
- 1849年：喬治·紐金特爵士，英國陸軍軍官（1757年出生）
- 1870年：莫舒舒一世，巴蘇陀蘭最高酋長（1786年出生）
- 1907年：讓·卡西米爾-佩里埃，法蘭西第三共和國總理和第五任總統（1847年出生）
- 1907年：迪米特爾·佩特科夫，保加利亞首相（1858年出生）
- 1911年：雅各布斯·亨里克斯·凡特荷夫，荷蘭化學家，1901年諾貝爾化學獎得主（1852年出生）
- 1915年：長嶺林三郎，日本畜牧學家（1875年出生）
- 1924年：花山院親家，日本華族（1878年出生）
- 1936年：戴维·贝蒂，英国海军元帅，第一代贝蒂伯爵（1871年出生）
- 1936年：夢野久作，日本推理小說家（1889年出生）
- 1946年：張寒暉[4]，中國音樂家、戲劇家，歌曲《松花江上》的作者（1902年出生）
- 1947年：二二八事件受難者，包括
  - 林茂生，台灣哲學家（1887年出生）
  - 陳炘，台灣銀行家（1893年出生）
  - 許朝宗，台灣公務員（生年不詳）
- 1955年：亞歷山大·弗萊明，英國細菌學家、藥學家，青黴素發現者（1881年出生）
- 1957年：李察·柏德，美國極地探險家、飛行員（1888年出生）
- 1960年：安得思，美國探險家、博物學家（1884年出生）
- 1967年：楊仲鯨，台灣政治人物，首任花蓮縣縣長（1898年出生）
- 1999年：多田薰，日本女性漫畫家（1960年出生）
- 2006年：斯洛博丹·米洛塞維奇，前南斯拉夫聯邦共和國總統（1941年出生）
- 2008年：施鴻鄂，中國男高音歌唱家，前上海歌劇院院長（1934年出生）
- 2011年：郭軍城，香港桌球手、主持人（1952年出生）
- 2014年：黎堅惠，香港香港跨媒體文化人（1968年出生）
- 2019年：王敏剛，香港企業家、第十三屆香港特別行政區全國人民代表大會代表（1949年出生）[5]
- 2020年：查爾斯·武奧里寧，芬蘭裔美國作曲家（1938年出生）
- 2021年：前之山太郎，日本大相撲力士（1945年出生）
- 2022年：穆罕默德·賽義德·布希坦，敘利亞軍事和政治人物
- 2022年：魯皮亞·班達，尚比亞政治人物，第4任尚比亞總統（1937年出生）
- 2022年：安德烈·科列斯尼科夫，俄羅斯陸軍少將（1977年出生）
- 2023年：釋傳印，中國佛教僧人（1927年出生）
- 2023年：蔣彥永，中國外科醫師，被譽爲「SARS吹哨者」（1931年出生）
- 2023年：潘季，中國政治人物（1934年出生）
- 2023年：陳建一，华裔日本厨师（1956年出生）
- 2024年：保羅·亞歷山大，美國律師、小兒麻痺症倖存者，世上最後住在鐵肺中的人類之一（1946年出生）
- 2025年：夏春秋，香港男演員、節目主持人（1931年出生）

## 节假日和习俗
- 立陶宛：獨立日
- 平白咖啡日[6]